# Bugenhagen Berufsbildungswerk
Das Bugenhagen Berufsbildungswerk (BBW) ist ein Berufsbildungswerk in Timmendorfer Strand. Träger ist das Diakonie-Hilfswerk Schleswig-Holstein (DHW) in der Gruppe Norddeutsche Gesellschaft für Diakonie (NGD) mit Sitz in Rendsburg. Benannt wurde das Berufsbildungswerk nach dem Reformator Johannes Bugenhagen.

## Geschichte
1947 wurde das Bugenhagen-Internat gegründet. Damals kamen hauptsächlich Schüler, die Waisen oder Halbwaisen waren und durch Krieg und Flucht große Lücken in ihrer schulischen Ausbildung aufwiesen. Die Schüler besuchten das Ostsee-Gymnasium, das ab 1964 staatlich geführt wurde.
1976 wurde das Internat als Bugenhagen Berufsbildungswerk neugegründet. Ursprünglich war das BBW auf Menschen mit Lernschwierigkeiten oder Lernbehinderungen spezialisiert, später wurden aber auch immer mehr Menschen mit anderen Einschränkungen aufgenommen.

## Behinderungen
Menschen mit folgenden Behinderungen können im Bugenhagen BBW eine Ausbildung absolvieren. Dabei sollen auch Menschen mit Mehrfachbehinderung eine geeignete Ausbildung  erhalten.
- Menschen mit psychischen Behinderungen
  - Autismus-Spektrumstörung (ASS)
  - Aufmerksamkeits-Impulsivitätsstörung (ADHS/ADS)
  - Affektive Störungen (z. B. Depressionen)
  - Persönlichkeitsstörungen (z. B. Borderline-Persönlichkeitsstörung)
  - Psychosen
- Menschen mit Lernbehinderungen
- Menschen mit Körperbehinderungen
- Menschen mit Sinnesbehinderungen
- Menschen mit neurologischen Erkrankungen

## Ausbildung
Das Bugenhagen BBW bietet berufliche Integration.

### Berufsvorbereitung

#### Berufsvorbereitende Bildungsmaßnahme (BvB)
Bei der BvB handelt es sich um eine bis zu zwölf Monate andauernde Maßnahme. Sie orientiert sich an den individuellen Fähigkeiten und Fertigkeiten der Teilnehmer, dem Bedarf des Arbeitsmarktes und den persönlichen beruflichen Interessen und Neigungen. Zu Beginn der BvB wird folgendes ermittelt:
- Persönliche Stärken
- Berufliche Ziele
- Förderbedarf
- Individueller Qualifizierungsplan

Der Qualifizierungsplan wird gemeinsam mit jedem Teilnehmenden erarbeitet und umgesetzt. Hierbei erfolgt in eigenen Werkstätten eine berufs- und betriebsorientierte Qualifizierung, die durch betriebliche Praktika ergänzt wird.
Zusätzlich stehen den Teilnehmenden weitere Unterstützungs- und Qualifizierungsangebote zur Verfügung.
- Sozialpädagogische Begleitung
- Psychologische Beratung
- Ärztliche Betreuung und medizinische Versorgung
- Bewerbungstraining
- IT- und Medientraining
- Nachträglicher Erwerb des Hauptschulabschlusses
- Lernförderung

#### Arbeitserprobung (AE)
Die Arbeitserprobung ist eine Maßnahme für junge Menschen mit einem  feststehenden Berufswunsch. Im Verlauf der Maßnahme wird überprüft, ob und unter welchen Rahmenbedingungen der Berufswunsch realisiert werden kann. Hierzu absolvieren die Teilnehmer 20 Arbeitstage in dem gewünschten Ausbildungsbereich. Zusätzlich finden Tests zu der Schulkenntnis und spezialmedizinische Begutachtungen statt.

#### Eignungsabklärung (EA)
Die Eignungsabklärung ist eine Maßnahme für junge Menschen  ohne feststehenden Berufswunsch. Ziel ist es, einen Beruf zu finden, der dem Teilnehmenden gefällt und für den der Teilnehmende geeignet ist. Während der 60 Tage dauernden Maßnahme können sich die Teilnehmenden in verschiedenen Ausbildungsbereichen erproben. Zusätzlich finden Eignungstests, Schulkenntnistests und eine sozialmedizinische Begutachtung statt.

### Berufsausbildung
Im Bugenhagen BBW wird eine Ausbildung, unterstützt durch Praktika in Wirtschaftsbetrieben, ermöglicht. Die Teilnehmenden werden hierbei weiter durch Hilfsangebote wie Psychologengespräche oder soziales Training unterstützt. Ziel ist es, am Ende einen vergleichbaren Ausbildungsstand wie in der freien Wirtschaft zu erreichen.

#### Ausbildungsgänge
Es stehen etwa 50 Ausbildungsberufe (Stand 2018) zur Auswahl.
- Gastronomie, Ernährung, Hauswirtschaft, Textil (11 Berufe)
- Wirtschaft, Verwaltung (6 Berufe)
- IT-Branche (3 Berufe)
- Verkauf, Logistik (5 Berufe)
- Gartenbau, Agrarwirtschaft, Floristik (7 Berufe)
- Bauberufe, Haustechnik (13 Berufe)
- Fahrzeugtechnik, Transport, Recycling (4 Berufe)
- Altenpflege, Körperpflege (1 Beruf)

#### VAmB
Beim VAmB (Verzahnte Ausbildung mit Berufsbildungswerken) handelt es sich um eine besondere Form der betrieblichen Erprobung. Hierbei befinden sich die Auszubildenden mindestens sechs Monate in einem Wirtschaftsbetrieb und erlernen dort Fähig- und Fertigkeiten nach dem Ausbildungsrahmenplan.

## Leben und Wohnen
Den Teilnehmern wird die Möglichkeit geboten, in einem der beiden Internatskomplexe am Timmendorfer Strand oder in Lübeck-Blankensee, oder in einer der Außenwohngruppen beziehungsweise in einem der Außeninternate zu wohnen. Die Internate sind in Einzelzimmer aufgeteilt.